# Pou Bo (Torregrossa)
El Pou Bo és un monument del municipi de Torregrossa (Pla d'Urgell) inclòs en l'Inventari del Patrimoni Arquitectònic de Catalunya.
Té uns arcs de punt rodó al fons, de pedra molt ben escairada, que han estat situats cronològicament entre els segles IV i VI, de l'època del Baix Imperi, relacionant aquesta construcció amb els orígens romans de la població. Té 19 m de fondària. Actualment s'han efectuat tasques de neteja i resta cobert amb llambordes de pedra de la Floresta. Està fora d'ús.